# Esafoxolaner
Esafoxolaner bzw. (S)-Afoxolaner ist ein tiermedizinisch eingesetzter Arzneistoff. Er wird als Antiparasitikum bei Katzen verwendet. Es wirkt unter anderem gegen Ektoparasiten wie Zecken, Flöhe, Ohrmilben (Otodectes cynotis) und Kopfräudemilben (Notoedres cati).
Chemisch handelt es sich um das (S)-Enantiomer des racemischen Gemischs Afoxolaner [(S)-Afoxolaner und (R)-Afoxolaner, 1:1], einem Isoxazolin. Afoxolaner kommt bei der Parasiten-Behandlung von Hunden zum Einsatz.

## Wirkungsmechanismus
Bei Arthropoden bindet Esafoxolaner an ligandengesteuerte Chloridkanäle, insbesondere an GABA-Rezeptoren, und hemmt somit den prä- und postsynaptischen Transfer von Chloridionen durch die Zellmembran. Die Folge ist eine unkontrollierte Hyperexzitation und schließlich der Tod des Arthropoden. Die selektive Toxizität von Esafoxolaner bei Arthropoden und Säugetieren lässt sich durch die unterschiedliche Empfindlichkeit der jeweiligen GABA-Rezeptoren erklären.

## Verwendung
Als Kombinationspräparat mit Eprinomectin und Praziquantel wird Esafoxolaner in Form eines Spot-ons bei Katzen eingesetzt, wenn eine parasitäre Mischinfektion mit Bandwürmern, Nematoden und Ektoparasiten vorliegt bzw. das Risiko für eine solche Mischinfektion besteht. Das Kombinationspräparat kann auch bei weiblichen Zuchtkatzen sowie tragenden und laktierenden Katzen angewendet werden.
Damit Esafoxolaner seine Wirkung auf Ektoparasiten entfalten kann, müssen diese mit der Nahrungsaufnahme am Wirtstier beginnen. Nach einer Behandlung bleibt das Mittel gegen Zecken bis zu fünf Wochen wirksam, gegen Flöhe für einen Monat. Flöhe werden außerdem vor der Eiablage getötet, wodurch eine Kontamination der Umgebung verhindert wird.

## Handelsnamen
- Kombinationspräparate: NexGard Combo (Esafoxolaner, Eprinomectin, Praziquantel)